# Zoo Jekatěrinburg
Zoo Jekatěrinburg (rusky Екатеринбургский зоопарк) je zoologická zahrada, nacházející se ve městě Jekatěrinburg.

## Historie

### První projekty
Iniciativa postavit zoo v Jekatěrinburgu pochází od Uralského sdružení milovníků přírodních věd. Právě to totiž mezi lety 1912 a 1913 nadneslo otázku nové zoo, a v roce 1923 prezident sdružení, profesor M. O. Kljer, a pomocník ředitele Moskevské zoologické zahrady, P. P. Smolin, představili plán budoucí zoo. Projekt však tehdy nebyl zrealizován.
V roce 1926 byla otázka ohledně zoologické zahrady opět otevřena, a to po iniciativě člena Sverdlovské městské rady, I. P. Charitonova, který jej předložil k posouzení Předsednictvu městské rady. Na základě této iniciativy byla vytvořena komise, která se měla zabývat přípravou projektu. Tuto komisi tvořili zástupci dřevařské fakulty Uralské státní technické univerzity, Odboru národního vzdělávání Uralské oblasti, Uralského muzea, Uralského sdružení milovníků přírodních věd, Uralského svazu myslivců a akciové společnosti Uralgostorg. Podle plánu se měla výstavba zahájit v roce 1928. S budováním se mělo začít v areálu bývalého Klášterního parku o rozloze 27 hektarů, nedaleko od Uralské státní báňské univerzity. Bohatý reliéf, pramenitá voda, přiléhající kulturní sídlo dřevařské fakulty s rozsáhlou botanickou zahradou (obsahující 600 druhů rostlin), dendrologická zahrada, chovná stanice pro lišky a stanice výzkumného rybničního hospodářství – to vše probouzelo naději, že právě zde bude postavena nová zoo. Za příklad si Jekatěrinburg vzal Moskevskou zoologickou zahradu. V areálu Klášterního hájku proběhla likvidace náhrobků významných obyvatel a bylo zničeno 1200 pomníků. Avšak plán výstavby nebyl uskutečněn, kvůli rychlému růstu a přestavbě města.
Posléze začalo hledání nového místa pro zoologickou zahradu. Byly předloženy návrhy na strukturu obrovské zoo o rozloze 150 hektarů. Výbor Městské rady za účasti slavného zoologa, profesora A. M. Zavadského, došel k závěru, že nejvíce se k tomuto účelu hodí plocha mezi Leninskou továrnou a pivovarem (na řece Iseť). K výstavbě zoo se nabízely i další pozemky v oblastech Jelizavjet nebo Šartaš. K posouzení otázky, kde zoo postavit, byli přizváni všichni obyvatelé města.

### Založení zoo

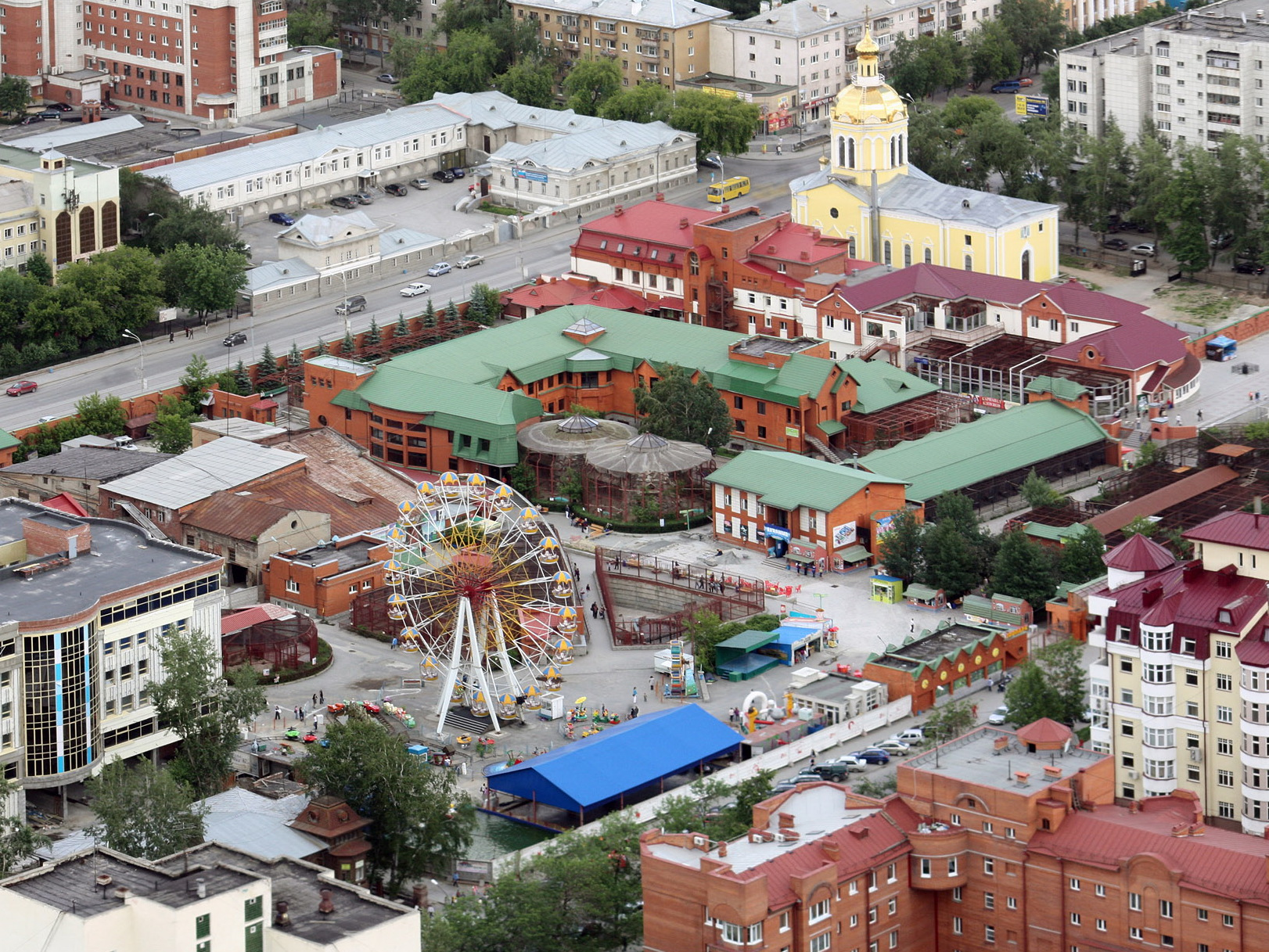
Pohled na areál zoo z vyhlídkové plošiny komplexu Антей

V roce 1929 byla na ulici 8. března otevřena první zoo expozice. Nově zvolené vedení zoologické zahrady otevřelo druhou zoo expozici na ulici Mamina-Sibirjaka již 10. května 1930. Toto datum se považuje za den založení zoo. V areálu druhé zoo expozice v bývalé zahradě Filitts měla být dočasně otevřena zoologická zahrada – ale jen do té doby, než se postaví větší. Prvním ředitelem zoo se stal Lebeděv. Prvními konstrukcemi byly bazény pro medvědy hnědé a medvědy lední a v rybníku umělé ostrůvky pro vodní ptactvo. V létě 1930 v zoo vyrostly dva dřevěné pavilony. V té době se v zoo nacházelo 60 zvířat. Začátkem roku 1931 vzrostl počet kusů na 358, o rok později jich už bylo 608. Od majitele soukromého zvěřince v Čeljabinsku, Ostrovského, bylo zakoupeno 160 různých zvířat. Na 60 druhů zvířat bylo koupeno od Krasnojarského Svazu myslivců. Mezi zakoupenými zvířaty byla rodina sobolů, která se v zajetí rozrostla o nového potomka. Sbírku zoologické zahrady rozšířila také zvířata, které choval v městské části Verch-Isetského okresu přírodovědec Šleziger. Patronát nad zoologickou zahradou převzala Městská rada mladých pionýrů. Kam však v Jekatěrinburgu umístit velkou zoologickou zahradu – to byla otázka, která zůstala po dlouhou dobu otevřená. Dočasný areál se tak postupně proměnil v trvalý. Právě v tomto areálu přečkala zoologická zahrada druhou světovou válku, aniž by přestala fungovat. Mezi lety 1941 až 1945 pracovníci zoologické zahrady zachránili velkou část zvěřince a mnohá zvířata dokonce přivedla na svět své potomky. Mimo to, od podzimu 1941 do podzimu 1944 se v areálu nacházela zvířata, evakuovaná z Moskevské zoologické zahrady. „Měli jsme málo krmiva. Aby se zvířata podařilo nakrmit a zachránit, bylo třeba, aby se do práce zapojili úplně všichni,“ vyprávěla po letech Věra Čaplina. „Všichni zaměstnanci zoo, bez výjimky, obětavě bojovali za životy našich svěřenců. Dělili jsme se o poslední s dětmi a… zvířaty.“
Ještě dlouho poté byla myšlenka nové velké zoo jen pouhým snem. Na konci 70. let Sverdlovský výkonný výbor rozhodl o stavbě nové zoo o rozloze 22 hektarů na ulici Repina. V roce 1979 byla připravena veškerá stavební dokumentace potřebná pro vybudování 17 pavilonů pro obyvatele zoo. V roce 1982 stavební společnost SU-9 (СУ-9) započala práce na pavilonu šelem už v novém areálu. Stavba pokračovala dva roky a byla přerušena v roce 1984 kvůli nedostatku finančních prostředků. V roce 1987 se situace značně ztížila. Rozhodnutím Předsednictva krajského výboru zaměstnanců v kultuře byla budova starého zimního pavilonu uznána za nevhodnou k využívání (z důvodu 80% opotřebení). Jen zázrakem se podařilo vyhnout se úplnému uzavření zoo.

### Rekonstrukce
V roce 1994 byla Jekatěrinburská radnice zneklidněna osudem zoologické zahrady. Byla vytvořena komise, kterou tvořili specialisté z různých odborů městského úřadu, zástupci zoo a stavitelé. Tato komise dospěla po prohlídce zanedbané stavby nové zoo k závěru, že město nemá prostředky na to, aby se stavba nové zoologické zahrady opět rozhýbala. Městská správa rozhodla, že se zrekonstruuje stará zoo. V roce 1994 prakticky všechny budovy v zoo potřebovaly celkovou rekonstrukci, pohled na klece byl značně deprimující. Prvními rekonstruovanými objekty byl pavilon opic a terárium. Nový příbytek pro opice a hady vyrostl v zoo za rekordní 1 rok. Zásadní komplikací projektování bylo, že areál zoo byl velmi malý. Architektu V. I. Perminovu se při vytváření projektu podařilo zohlednit jak prostorové potřeby zvířat, tak i zájmy návštěvníků. V lednu 1996 se opice, hadi, ještěrky a želvy přestěhovali do nového obydlí. Následně se přestěhovali také dravci. 1. července 1996 byli do nových voliér přemístěni supi bělohlaví, orli stepní, orli mořští a výři velcí. V témže roce byl vybudován vstup do zoo a tepelná rozvodna, nezávislý zdroj zásoby tepla, které je důležité pro teplomilné obyvatele zoo. V průběhu let 1997 a 1998 probíhala stavba pavilonů pro dravce severního podnebného pásu a největšího pavilonu v historii zoo - voliér pro ptáky a výběhů exotických šelem. 10. září 1997 proběhla vzrušující událost – přesun starousedlíka, hrocha Almaze, kterého zoo získala v roce 1976 za finance z rozpočtu na stavbu nové zoo. Květen 1998 byl posledním měsícem stavby nového pavilonu pro ptáky a šelmy, do kterého se přestěhovali obyvatelé starého zimního pavilonu: lvi, jaguáři, hyeny, ocelot, serval, papoušci, pávi, bažanti a vodní ptactvo. Rekonstrukce zoo zahrnovala stavbu pavilonu pro primáty, nových klecí pro medvědy, veterinární kliniky i poradny, poskytující návštěvníkům informace o chovu zvířat.

## Současný stav
V současnosti je v zoo více než 1000 jedinců, a více než 350 druhů zvířat. Nacházejí se zde pavilony ptáků a exotických savců, opic, teplomilných šelem, sloní pavilon, výběhy šelem severního a mírného podnebného pásu, medvědů, voliéry dravých ptáků a pavilon tygra ussurijského.
Areál zoo měří 2,7 ha. Najdete zde i kavárnu a atrakce pro děti. V zoo probíhají různé výstavy, soutěže, pořádají se různé slavnosti. Probíhají zde také různé výukové programy, díky kterým si studenti mohou rozšířit své vědomosti o zoologii a ekologii.

## Doplňující informace
- Jekatěrinburská zoo je první zoo, která byla otevřena v asijské části Ruska.
- Rozlohou je jednou z nejmenších zoo, nacházejících se v centru velkoměsta (2,7 ha).
- Každoročně zoo navštíví více než půl milionu lidí.